# 印加萝卜
印加蘿蔔，別名瑪卡或瑪咖（西班牙語：Maca），是原產於南美洲安第斯山脈的一種十字花科獨行菜屬（Lepidium）植物。葉子橢圓，根莖形似小圓蘿蔔，可食用，營養成份豐富。坊間流傳瑪卡對於壯陽的功效，不過目前完全沒有科學研究證據顯示瑪卡對男性性能力或者勃起障礙有任何效果。

## 植物學特徵

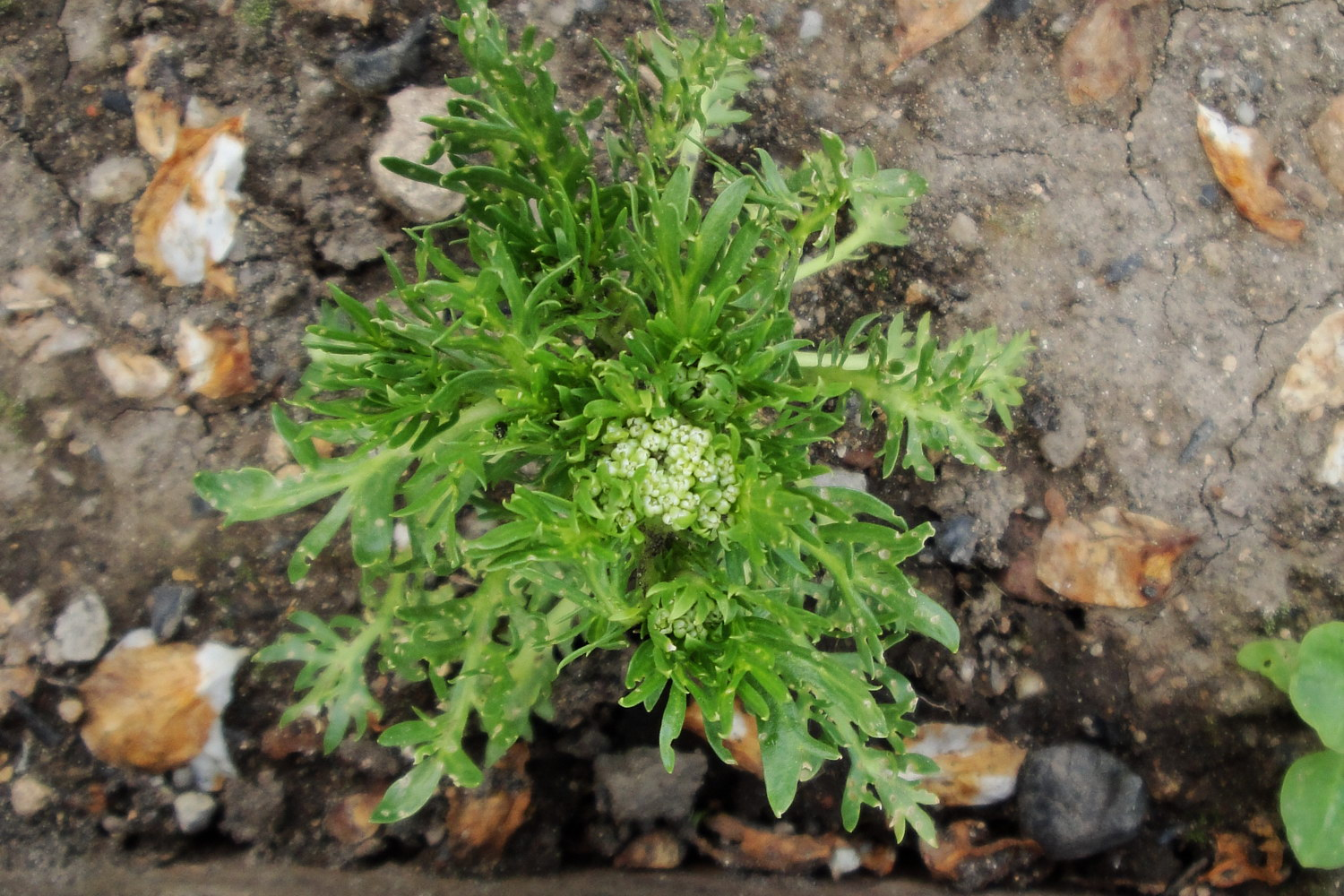
瑪卡葉和花序

1843年，第一個描述這個物種的人叫格哈德·沃普斯，他將其命名為瑪卡。
1990年代，格洛麗亞·查康博士研究指出了不同物種間的區別。她認為現今已經過大面積栽培的野生瑪卡，出現了一個新的馴化種－L. peruvianum。多數植物學家都懷疑這個區別，但依然將經過栽培的瑪卡稱為L. meyenii。這個拉丁名字被美國農業部所承認，瑪卡這個名字也依然存在。至於植物學術上的命名爭論也一直存在。
瑪卡的生長習性、大小和比例與蘿蔔非常相似。植物上部為綠色，有香味且延著地面生長。新葉薄且多褶，可長到12-20厘米。葉子在生長期表現出二形態。在營養生長階段表現更為突出，尤其是外圍葉子凋零內部葉子不斷生長。米黃色，自我受粉的花朵在中央的總狀花序中生長。

## 形態

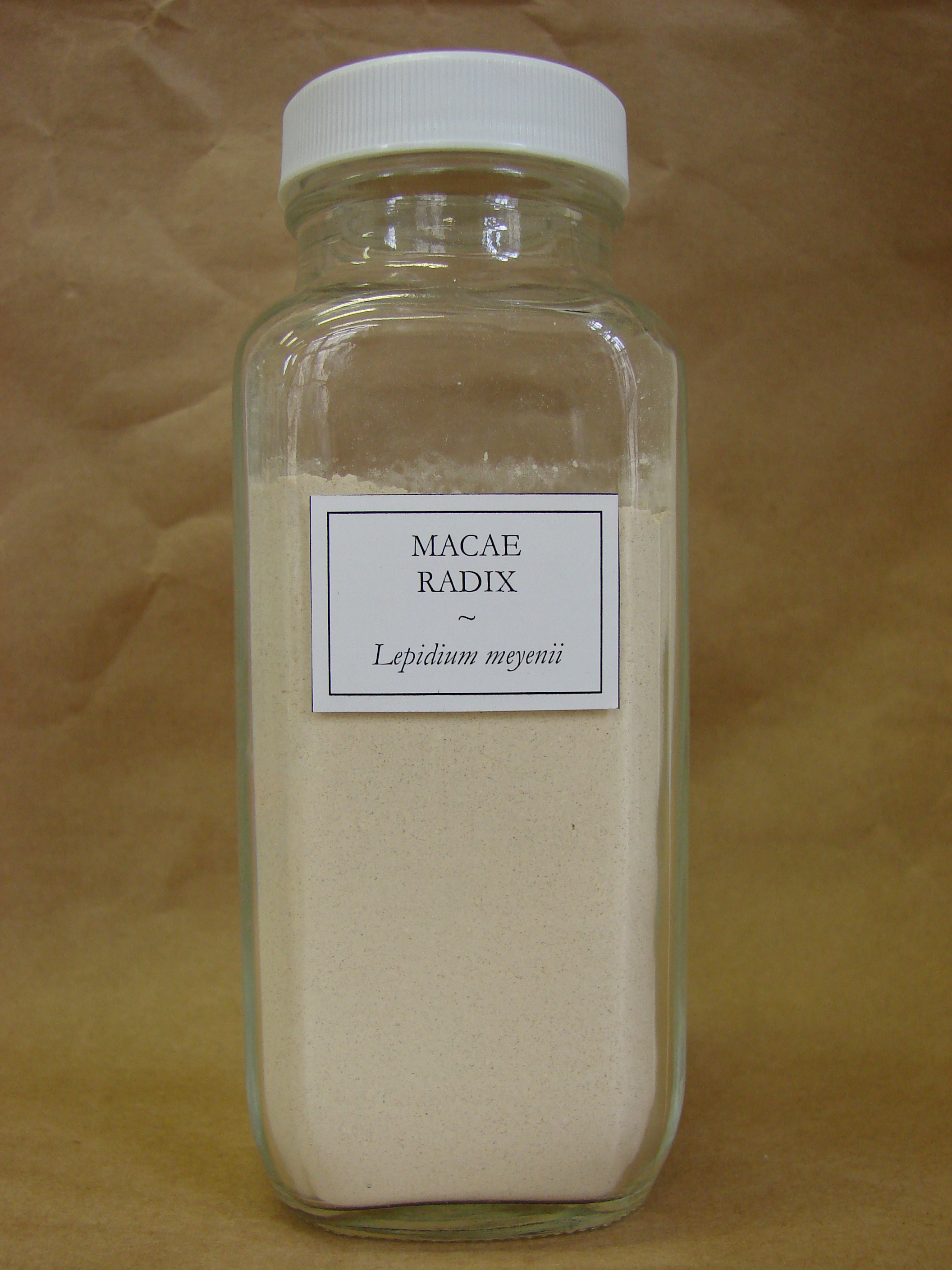
瑪卡根部的粉末

瑪卡是其種屬中唯一的生有肥厚的下胚軸的成員。下胚軸與根融合，形成了一個粗糙倒梨形的身體。瑪卡根部的形狀和體積差距很大，也許是三角形，橢圓形，或矩形。瑪卡的下胚軸可能呈金色或者淡黃色、紅色、紫色、藍色、黑色或者綠色。每一株都被認為是獨特的基因品種。目前，特別的性狀（對於瑪卡來說，性狀這個詞主要指根的顏色）會根據其不同營養和治療特性而被特別的繁殖。 
顏色較深的瑪卡根，如紅色、紫色、黑色，含有較多的碘，以預防因淺色瑪卡的消費而導致的甲狀腺腫。黑色瑪卡味道甘中帶微苦，被認為是強壯與精力的代表。紅色瑪卡比較受歡迎，臨床證據上顯示紅色可以治療老鼠的前列腺肥大。

## 成分
乾瑪卡根的營養價值很高，與水稻和小麥等作物相類似。其平均含有60％－75％的碳水化合物，10％－14％的蛋白質，和8.5％的膳食纖維，和2.2％的脂肪。瑪卡富含鈣和鉀，含有少量的鈉元素，同時還含有人體所需的微量元素鐵、碘、銅、錳和鋅，還有一定的脂肪酸，包括亞麻酸、棕櫚酸和油酸，以及19種氨基酸。
以下是100g通常瑪卡粉末的主要成分分析：
| 分析項目 |        |
| -------- | ------ |
| 鈣質     | 586mg  |
| 鐵質     | 11.5mg |
| 蛋白質   | 11.3g  |
| 鋅       | 7.93mg |
| 氨基酸   |        |
| 丙氨酸   | 0.39g  |
| 精氨酸   | 0.61g  |
| 天冬氨酸 | 0.67g  |
| 谷氨酸   | 0.73g  |
| 甘氨酸   | 0.35g  |
| 組氨酸   | 0.19g  |
| 異亮氨酸 | 0.28g  |
| 亮氨酸   | 0.45g  |
| 離氨酸   | 0.31g  |
| 甲硫氨酸 | 0.11g  |
| 苯丙氨酸 | 0.29g  |
| 脯氨酸   | 2.49g  |
| 絲氨酸   | 0.33g  |
| 蘇氨酸   | 0.33g  |
| 酪氨酸   | 0.20g  |
| 缬氨酸   | 0.39g  |

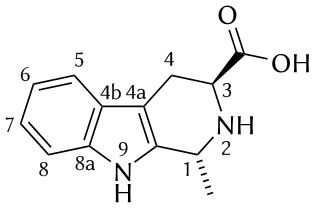
（1 - [R'，3 S）-1 - 甲基四氫-3 - 羧酸-咔啉

除了糖與蛋白質，瑪卡還含有尿苷、蘋果酸、苯甲酰基衍生物、硫代葡萄糖苷、金蓮葡糖硫苷，和m-甲氧基芐基芥子油苷。馬卡塊莖的甲醇提取物也含有(1R,3S)-1-甲基四氫-3-羧酸-咔啉，據稱是一種對人中樞神經系統有作用的物質。在瑪卡中還發現有許多炔烴類物質。
另外，瑪卡還含有硒和鎂，與多醣。

## 健康影響
瑪卡是一種人畜都可安全食用的食物，但其含有硫代葡萄糖苷，這種物質在大量攝入後，會與食物中的碘發生反應，造成人患上甲狀腺腫大的問題。同時，顏色較深（如紅色、紫色、黑色）的瑪卡根莖本身亦富含碘質，一份10克左右的干瑪卡通常含有52µg。雖然這個量與其他含有高硫代葡萄糖苷的食物差不多，但暫時仍未能確定食用瑪卡是否會加劇甲狀腺腫大的病情。
近年湧現不少商家鼓吹瑪卡擁有強大的壯陽效果，但是卻完全沒有任何科學證據顯示其對男性性能力或者勃起障礙有任何效果。雖然在壯陽效果方面沒有任何的科學證據，但從針對更年期障礙和壓力的荷爾蒙治療來看，瑪卡有著十分令人期待的效果。
根據日本農芸化学会2005年的報告，在對小白鼠游泳能力的對照實驗中，瑪卡提取物有著抗疲勞和提高持久力的作用。同年的報告中還提出了，在同時給小白鼠使用高脂肪食品和瑪卡提取物的情況下，服用瑪卡提取物的對照組證明瑪卡還有一定程度抗肥胖的作用。
在女性食用瑪卡的健康影響中，則有關於補充瑪卡對於女性更年期的研究，認為補充瑪卡提取物具有潛在好處，像是對更年期症狀熱潮紅、睡眠中斷和盜汗等更年期症狀有所助益，但目前機制尚未明確，推測可能和瑪卡具有平衡雌激素賀爾蒙有關。

## 市場潛力
由於被大量商家炒作其壯陽效果，過去的幾十年間瑪卡被賦予了重大的商業價值與科研價值。 1990年代，大量可用耕地被用來種植瑪卡。隨著需求量的上漲，產品價格也在上漲。雖然需求量很大，但是因為產量的較快增漲導致2000年時價格再一次下滑。
市場分析指出，初次接觸瑪卡的消費者對其味道上的接受度相當的低。顯然地，這種味道成為使瑪卡作為蔬菜被推廣的障礙，因此其經濟利益更多的體現在根部的藥用價值上。